# Tylosurus acus
Il Tylosurus acus o Tylosurus acus acus (nomi validi), conosciuto come Aguglia maggiore, è un pesce di mare della famiglia Belonidae.

## Distribuzione e habitat
Si tratta di una specie di acque calde. Si trova nel mar Mediterraneo e nell'Oceano Atlantico tropicale, sia sulla sponda americana che su quella africana. Non è comune nei mari italiani ma è stata segnalata in Liguria, nel mar Tirreno ed in Sicilia ed è da aspettarsi che la sua frequenza aumenti a causa della tropicalizzazione del Mediterraneo. Un paio di sottospecie diverse si rinvengono negli oceani Indiano e Pacifico.

È una specie pelagica e vive di solito al largo avvicinandosi alle coste alla fine dell'estate.

## Descrizione
Pur essendo molto simile all'aguglia questa specie si distingue a prima vista per la dentatura molto più sviluppata, la pinna caudale con il lobo inferiore più sviluppato del superiore e per la taglia maggiore. La pinna dorsale ha raggi allungati. Nei giovani questa caratteristica è ancora più evidente, la pinna è molto alta e colorata di nero nella parte posteriore. Sulla testa sono presenti dei solchi che discendono a ventaglio verso il rostro. 

Il colore è blu sul dorso ed argentato sui fianchi e sul ventre.

La misura massima nota è di 1 metro e 50 centimetri.

## Alimentazione
Si ciba di pesci, soprattutto costardelle, clupeidi, pesci volanti ed altri piccoli pesci pelagici.

## Riproduzione
Le uova sono dotate di filamenti adesivi e possono formare aggregati in superficie o essere attaccate ad oggetti galleggianti.

## Tassonomia
Per questa specie vengono riconosciute alcune sottospecie di cui due segnalate per i mari italiani, Tylosurus acus acus e Tylosurus acus imperialis. L'effettiva validità di questi due taxa è dubbia.

## Pesca
Si cattura con le stesse metodiche utilizzate per l'aguglia. Dato che spesso si associa ai banchi di costardelle può essere presa nelle reti da circuizione utilizzate per la pesca di questa specie. Le carni sono buone come quelle dell'aguglia ma, al pari di questa, sono deprezzate dal colore verde delle ossa.